# Lassay-sur-Croisne
Lassay-sur-Croisne település Franciaországban, Loir-et-Cher megyében. Lakosainak száma 243 fő (2022. január 1.). Lassay-sur-Croisne Gy-en-Sologne, Mur-de-Sologne és Pruniers-en-Sologne községekkel határos.

## Népesség
A település népességének változása:
| Lakosok száma | 137  | 145  | 168  | 223  | 252  | 253  | 249  | 245  | 242  | 243  |
|               | 1968 | 1982 | 1990 | 2006 | 2013 | 2015 | 2017 | 2019 | 2020 | 2022 |